# St. Michael (Welt)

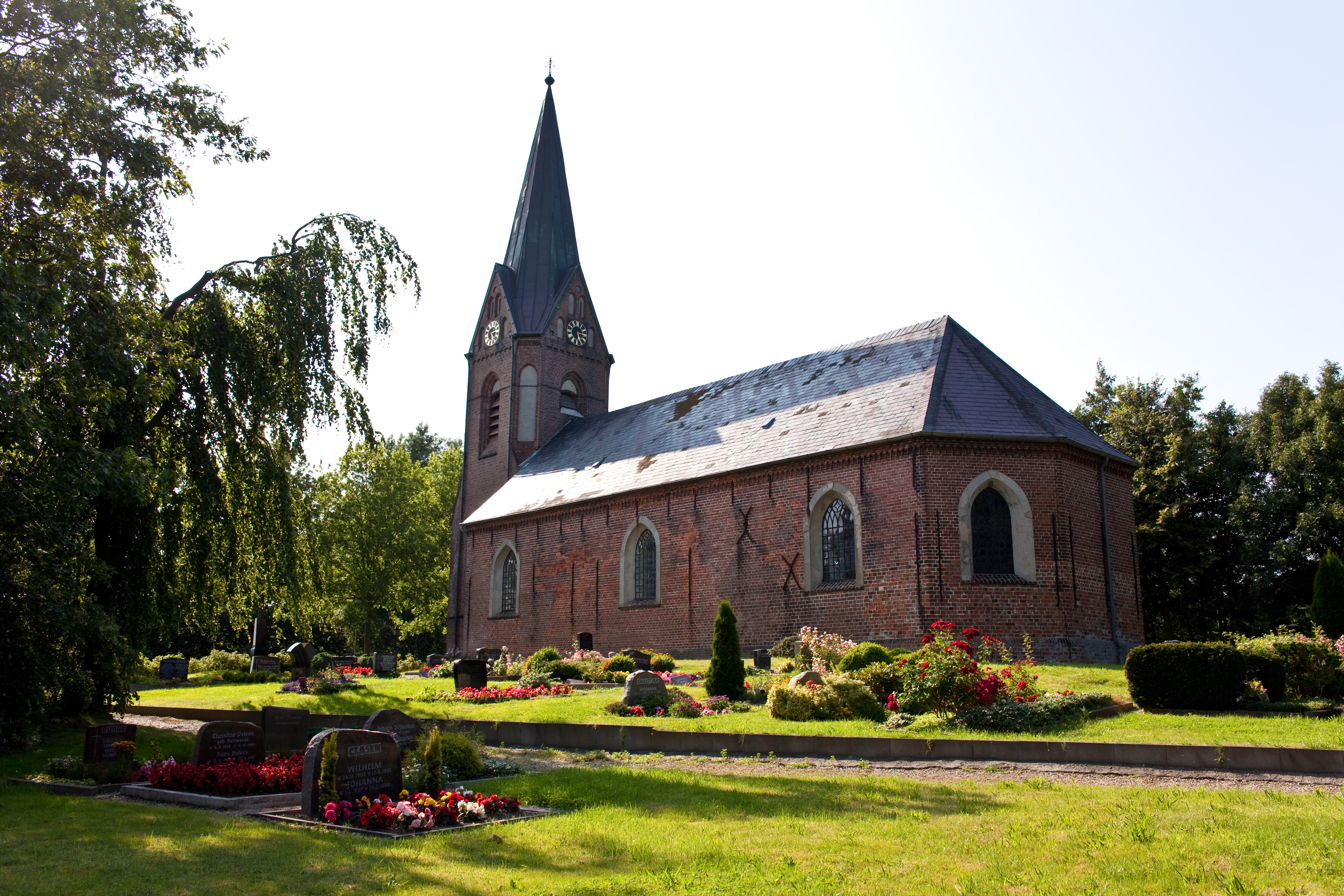
St. Michael (Welt)

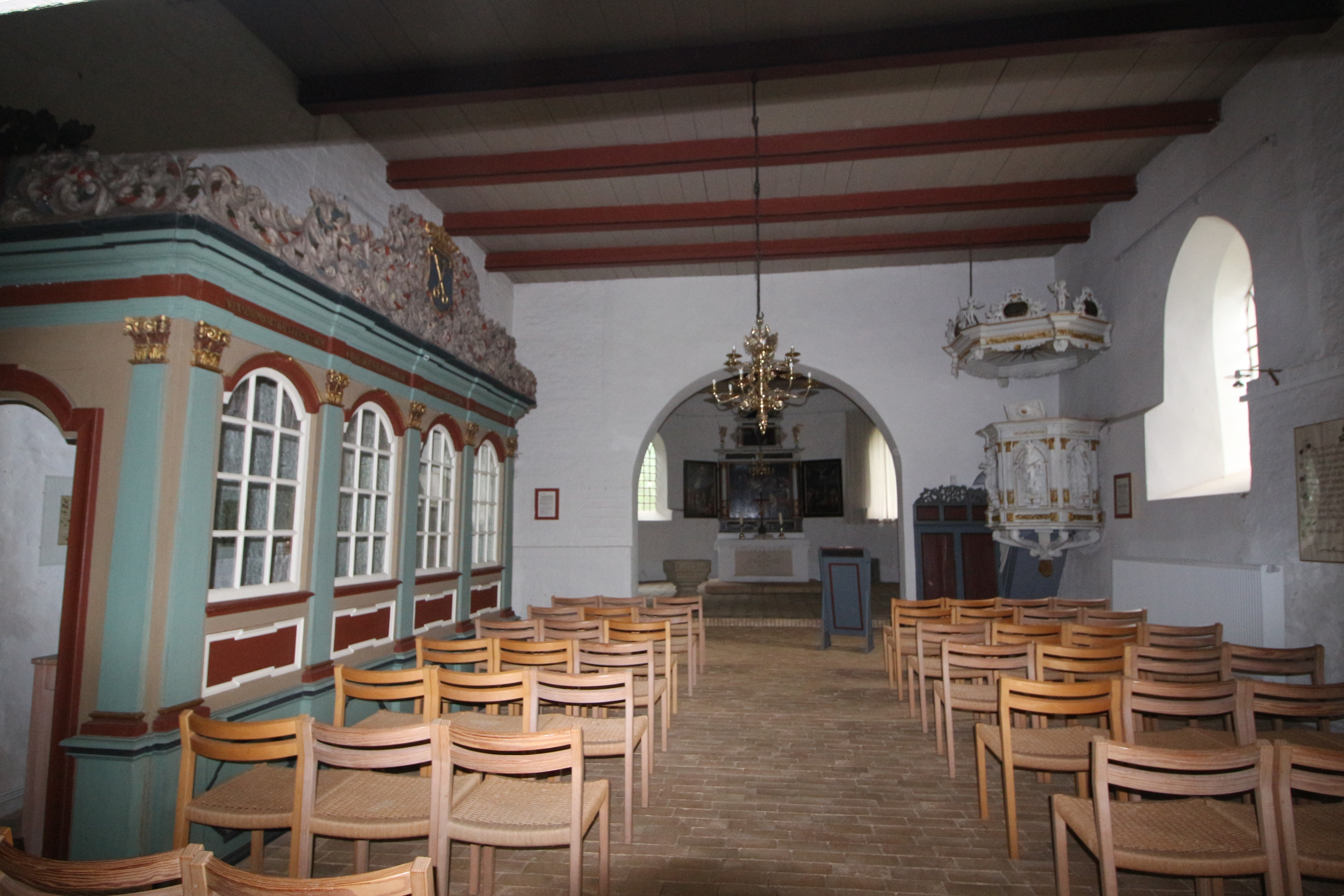
Blick nach Osten zum Altar

Die Kirche St. Michael in Welt, einer Gemeinde im Kreis Nordfriesland in Schleswig-Holstein, gehört zur Evangelisch-Lutherischen Kirchengemeinde Eiderstedt-Mitte in der Nordkirche. Sie ist ein nach dem Denkmalschutzgesetz von Schleswig-Holstein geschütztes Kulturdenkmal mit der Objekt-ID 3290.

## Geschichte
Eine Kapelle in Welt wurde bereits 1113 als Filiale der St.-Christians-Kirche in Garding errichtet, wie das Chronicon Eiderostadense vulgare im 15. Jahrhundert berichtet. Sie wurde 1415 durch Dithmarscher zerstört. Bis zum Ende des 15. Jahrhunderts wurde das ursprünglich spätromanische Kirchenschiff im gotischen Ziegelverband wieder aufgebaut. Um 1567 wurde neben der Kirche ein freistehender hölzerner Glockenturm errichtet, der 1908 durch den direkt an die Westseite angebauten neugotischen Kirchturm ersetzt wurde.
Wegen des hohen Sanierungsbedarfs wurde die Welter Kirche 1966 geschlossen. 1977 waren Renovierung und Umgestaltung des Welter Kirchengebäudes abgeschlossen. Die als Sommerkirche Welt bekannte St.-Michael-Kirche wird seitdem als „Programmkirche“ unter der Aufsicht des Kirchenkreises Eiderstedt verwendet, in der Konzerte, Ausstellungen und Lesungen, aber auch gelegentlich Gottesdienste und Amtshandlungen stattfinden.

## Beschreibung
Die Saalkirche aus Backsteinen wurde im 13. Jahrhundert erbaut. Sie besteht aus einem Langhaus, einem gleich breiten, dreiseitig geschlossenen gotischen Chor im Osten und einem 1908 gebauten Kirchturm im Westen, der mit einem spitzen Helm bedeckt ist. Sein oberstes Geschoss beherbergt die Turmuhr. Auf den Giebeln sind die Zifferblätter der Turmuhr zu sehen. Der Chor wurde nachträglich durch einen Chorbogen vom Kirchenschiff abgeteilt. 

## Ausstattung
Das älteste Stück der Kirchenausstattung ist ein spätgotisches achteckiges Taufbecken aus Sandstein, das durch eine Inschrift auf 1521 datiert ist.
Die Kanzel von 1578 befindet sich im Kirchenschiff südlich vom Chorbogen. Eine Treppe führt vom Pastorengestühl im Chor durch einen Mauerdurchbruch zur Kanzel. Sie ist dem Eiderstedter Typ zuzuordnen und entsprach in ihrem ursprünglichen Zustand der Kanzel der St.-Marien-Kirche in Witzwort. Unter den Brüstungsfeldern steht auf Niederdeutsch Röm 11,32 . Anstelle der Reliefs wurden bei der Erneuerung 1756 Schnitzfiguren der vier Evangelisten eingefügt. Auch der Schalldeckel mit Medaillons und Putten mit Leidenswerkzeugen im Aufbau und einer den Heiligen Geist symbolisierenden Taube im Strahlenkranz im Himmel stammt von 1756.

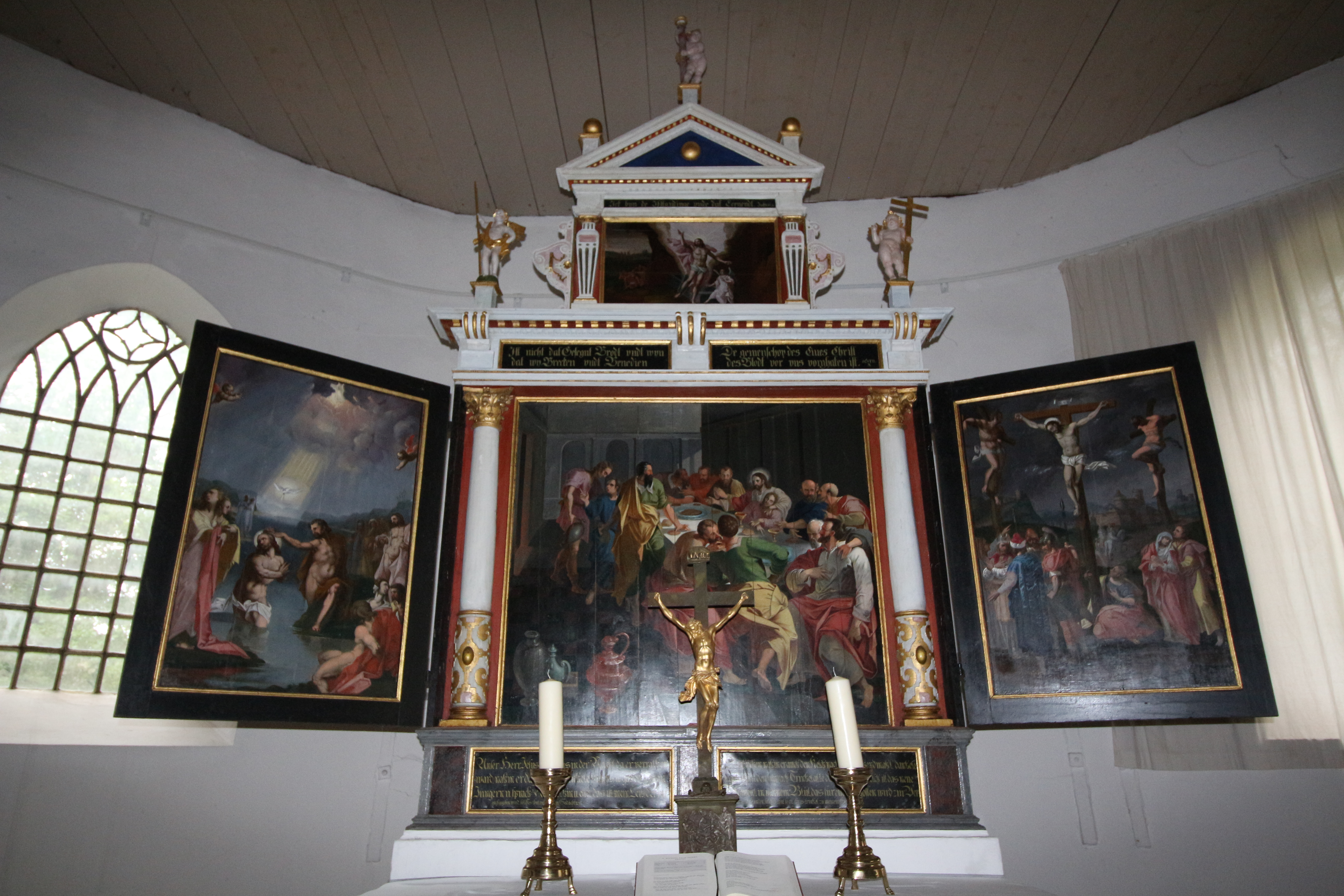
Altarretabel mit Gemälden von Govert van Achten

Das um 1600 geschaffene Altarretabel ist wie ein mittelalterlicher Flügelaltar gestaltet, kann aber nicht geschlossen werden. Die Gemälde im manieristischen Stil stammen von Govert van Achten. Unter dem von zwei Säulen gerahmten Hauptbild, das das letzte Abendmahl Jesu zeigt, stehen die Einsetzungsworte. Auf den Innenseiten der Flügel sind Jesu Taufe und seine Kreuzigung gemalt, auf den Außenseiten die Aufrichtung der ehernen Schlange und die Beschneidung Jesu. Im Aufbau ist in einer Ädikula die Auferstehung dargestellt. Gekrönt ist das Retabel durch drei Putten mit Leidenswerkzeugen. Ein nahezu identisches, von Marten van Achten geschaffenes Retabel steht in der St.-Johannis-Kirche im benachbarten Poppenbüll.

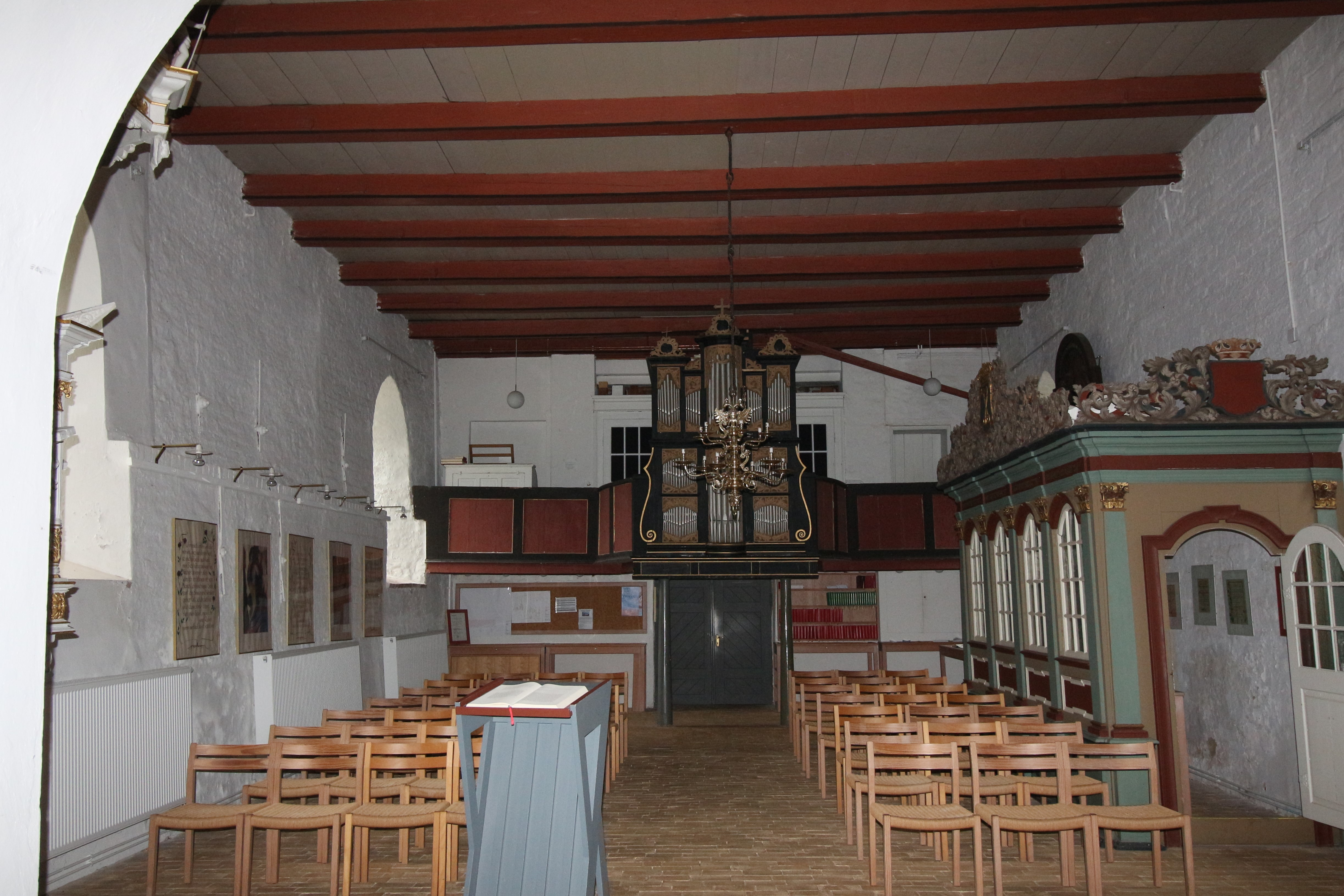
Blick nach Westen zur Orgel

Die von Wilhelm Sauer gebaute Orgel konnte 1897 dank der Spende eines Hofbesitzer erworben werden. Sie ersetzte ein 1847 gebraucht angeschafftes Instrument.

## Gemeinde
Zu dem kleinen Kirchspiel gehörten neben dem Ort Welt selbst der 1693 gewonnene Grothusenkoog.
Bereits seit den 1960er Jahren wurde die Welter Gemeinde mit der St.-Martin-Kirche in Vollerwiek zusammengelegt. Mit der Schließung der St.-Michael-Kirche fanden die Gottesdienste nur noch in Vollerwiek statt. Ab 2002 teilte sich die Kirchengemeinde Welt-Vollerwiek den Pastor mit der Katharinenheerd-Tetenbüll.
Seit Anfang 2022 gehört die Welter St.-Michael-Kirche zusammen mit den ehemals selbständigen Kirchengemeinden der St.-Christians-Kirche in Garding, der St.-Katharina-Kirche in Katharinenheerd, der St.-Martin-Kirche in Osterhever, der St.-Johannis-Kirche in Poppenbüll, der St.-Anna-Kirche in Tetenbüll und der St.-Stephanus-Kirche in Westerhever zur Kirchengemeinde Eiderstedt-Mitte mit insgesamt acht historischen Kirchen und zehn Kommunalgemeinden.